# Université de Californie à Santa Cruz
L'université de Californie à Santa Cruz (communément nommée UCSC) est un campus de l'université de Californie, situé à Santa Cruz. Le campus est à 119 kilomètres (74 miles) de San Francisco. UCSC a été fondée en 1965.

## Inscription du campus en 2005
Inscription totale: 15 012 étudiants
Inscription du premier cycle: 13 625
- Femmes : 7 353
- Hommes : 6 272

## Projets et activités
- Observatoire Lick
- Observatoire W. M. Keck

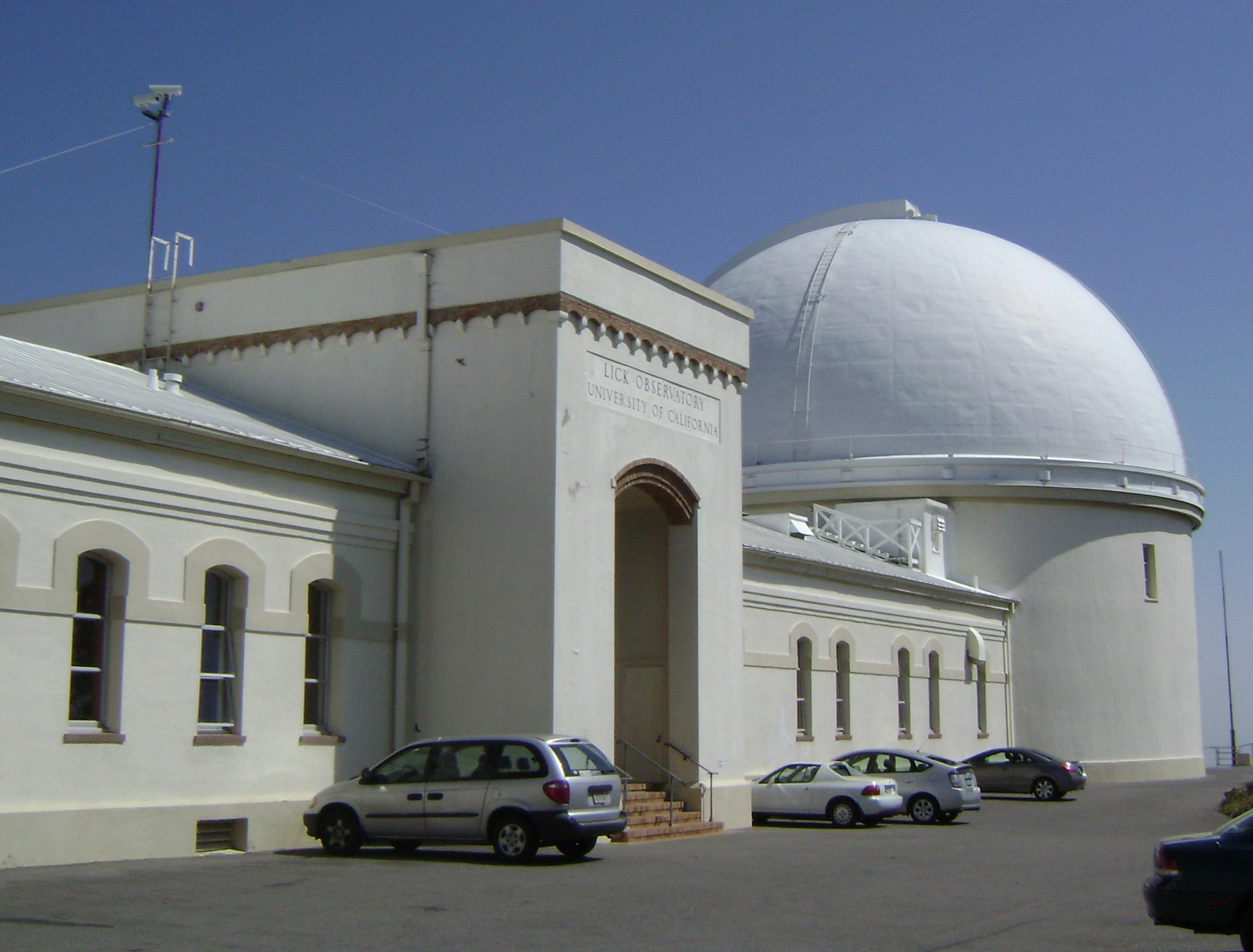
L'observatoire Lick.

- Center for Agroecology & Sustainable Food Systems, créé par Alan Chadwick en 1967
- University of California, Santa Cruz Silicon Valley Initiatives
- Santa Cruz Institute for Particle Physics
- UCSC Arboretum
- Long Marine Laboratory
- NASA Ames Research Center
- Shakespeare Santa Cruz
- New Teacher Center (NTC)
- University of California Police Department
- Women of Color Film Festival

## Écoles liées
- National Collegiate Athletic Association
- Cowell College, créé en 1965
- Stevenson College, créé en 1966
- Merrill College, créé en 1968
- Porter College, créé en 1969
- Kresge College, créé en 1971
- Oakes College, créé en 1972
- College Eight, créé en 1972
- Jack Baskin School of Engineering, créée en 1997
- College Nine, créé en 2000
- College Ten, créé en 2002

## Gouvernement étudiant
L'Assemblée du syndicat des étudiants a été fondée en 1985 pour mieux coordonner les positions de négociation des étudiants et de l'administration sur les questions concernant l'ensemble du campus. Tous les collèges résidentiels et six organisations ethniques et liées au genre envoient des délégués à l'Assemblée du syndicat des étudiants. Il y avait un total de 138 groupes d'étudiants reconnus en 2008.

## Personnalités liées à l'université
- Angela Davis, écrivaine, activiste et professeure,
- Steve Abee, écrivain, poète et professeur de littérature à la Ramon C. Cortines School of Visual and Performing Arts
- Dodie Bellamy,  poète, romancière, essayiste, journaliste, universitaire américaine,
- Shakina Nayfack, actrice et militante pour les droits des personnes trans,
- Elizabeth Stephens artiste, vidéaste sculptrice et photographe, professeure au département Art,
- Chanda Prescod-Weinstein, cosmologiste, astrophysicienne et militante féministe,
- Donna Haraway, philosophe, biologiste et épistémologue féministe,
- Stacy Jupiter, océanographe fidjienne.
- bell hooks, essayiste, pédagogue et théoricienne afroféministe,
- Adrienne Rich, essayiste, poétesse et théoricienne féministe,
- Anna Tsing, anthropologue, théoricienne féministe et écologiste,
- Darrell Long, professeur en informatique
- Huey P. Newton, révolutionnaire, militant décolonial et cofondateur du Black Panther Party.

## Mascotte
« Banana Slug », une limace jaune, est la mascotte de l'université,.